# Wiktor Ahn
Wiktor Ahn (russisch Виктор Ан, engl. Transkription Viktor Ahn, ehemals Ahn Hyun-soo, * 23. November 1985 in Seoul) ist ein ehemaliger russisch-südkoreanischer Shorttrack-Läufer, der 2006 für sein Geburtsland Südkorea und 2014 für Russland jeweils drei olympische Goldmedaillen gewann.

## Karriere
Bei den Olympischen Winterspielen 2006 in Turin gewann er Goldmedaillen auf den Strecken 1500 Meter und 1000 Meter. Auf der Tausendmeterstrecke verbesserte er den olympischen Rekord auf 1:26,739 min. Ahn Hyun-soo war auch Teil der südkoreanischen 5000-Meter-Staffel, die bei den Olympischen Winterspielen 2006 Gold gewann. Mit drei Goldmedaillen und einer Bronzemedaille war Ahn der erfolgreichste Teilnehmer der Olympischen Winterspiele 2006. 2003 bis 2007 war er fünfmaliger Overall-Weltmeister.

### Wechsel nach Russland
Vor Olympia 2010 verletzte sich Ahn schwer und konnte nicht an den Spielen teilnehmen. Sein Verband wollte ihn im Anschluss nicht mehr nominieren, er beharrte aber auf weiteren Einsätzen, so dass er sich schließlich entschloss, für ein anderes Land zu starten. Seit 2011 ist er russischer Staatsbürger.
2014 gewann er bei den Olympischen Spielen Gold über 1000 Meter, über 500 Meter und in der 5000-Meter-Staffel mit der russischen Mannschaft. Es waren die ersten Goldmedaillen im Shorttrack für Russland. Außerdem gewann er über 1500 Meter die Bronzemedaille. Mit insgesamt sechs Goldmedaillen ist Ahn der mit Abstand erfolgreichste Shorttracker bei Olympischen Spielen.

### Doping und Sperre
Das Internationale Olympische Komitee (IOC) hat Anfang 2018 entschieden, dass er für die Winterspiele 2018 gesperrt wird. Ausgelöst wurde die Sperre durch den McLaren-Bericht über das Doping bzw. dessen Verschleierung in Russland. Ahns Klage vor dem Internationalen Sportgerichtshof hatte keinen Erfolg.
Im September 2018 gab Ahn seinen Rücktritt als Shorttrack-Läufer bekannt und zog wieder nach Südkorea.

## Erfolge

### Olympische Spiele
- 2002 Salt Lake City: 4. Platz 1000 m, 13. Platz 1500 m
- 2006 Turin: 1. Platz 1000 m, 1. Platz 1500 m, 1. Platz Staffel, 3. Platz 500 m
- 2014 Sotschi: 1. Platz 500 m, 1. Platz 1000 m, 1. Platz Staffel, 3. Platz 1500 m

### Shorttrack-Weltmeisterschaften
- 2002 Montreal: 1. Platz Staffel, 2. Platz Mehrkampf, 2. Platz 1000 m, 2. Platz 3000 m, 10. Platz 1500 m, 12. Platz 500 m
- 2003 Warschau: 1. Platz Staffel, 1. Platz Mehrkampf, 1. Platz 3000 m, 1. Platz 1500 m, 2. Platz 1000 m, 7. Platz 500 m
- 2004 Göteborg: 1. Platz Staffel, 1. Platz Mehrkampf, 1. Platz 3000 m, 1. Platz 1500 m, 1. Platz 1000 m, 4. Platz 500 m
- 2005 Peking: 1. Platz Mehrkampf, 1. Platz 1500 m, 2. Platz Staffel, 2. Platz 3000 m, 2. Platz 1000 m, 3. Platz 500 m
- 2006 Minneapolis: 1. Platz Mehrkampf, 1. Platz 1500 m, 1. Platz 1000 m, 4. Platz 500 m, 4. Platz Staffel, 8. Platz 3000 m
- 2007 Mailand: 1. Platz Mehrkampf, 1. Platz 1000 m, 1. Platz Staffel, 2. Platz 3000 m, 3. Platz 500 m, 3. Platz 1500 m
- 2012 Shanghai: 5. Platz Staffel
- 2013 Debrecen: 2. Platz Staffel, 2. Platz 500 m, 4. Platz 1000 m, 7. Platz 3000 m, 6. Platz Mehrkampf, 42. Platz 1500 m
- 2014 Montreal: 1. Platz Mehrkampf, 1. Platz 1000 m, 3. Platz 3000 m, 4. Platz 500 m, 4. Platz Staffel, 4. Platz 1500 m
- 2015 Moskau: 5. Platz Staffel, 5. Platz 1500 m, 8. Platz 1000 m, 9. Platz Mehrkampf, 13. Platz 500 m
- 2017 Rotterdam: 3. Platz 3000 m, 4. Platz Staffel, 4. Platz 1500 m, 7. Platz Mehrkampf, 7. Platz 500 m, 19. Platz 1000 m
- 2018 Montreal: 7. Platz Staffel, 13. Platz 500 m, 15. Platz Mehrkampf, 16. Platz 1000 m, 17. Platz 1500 m

### Teamweltmeisterschaften
- 2002 Montreal: 3. Platz
- 2003 Sofia: 2. Platz
- 2004 Sankt Petersburg: 1. Platz
- 2005 Chuncheon: 2. Platz
- 2006 Montreal: 1. Platz
- 2007 Budapest: 2. Platz

### Europameisterschaften
- 2013 Malmö: 1. Platz Staffel, 4. Platz Mehrkampf
- 2014 Dresden: 1. Platz Staffel, 1. Platz Mehrkampf
- 2015 Dordrecht: 1. Platz Staffel, 2. Platz Mehrkampf
- 2017 Turin: 2. Platz Staffel, 7. Platz Mehrkampf
- 2018 Dresden: 2. Platz Staffel, 6. Platz Mehrkampf